# Quảng Nam (provincie)
Quảng Nam este o provincie în Vietnam.

## Județ
- Tam Kỳ
- Hội An
- Bắc Trà My
- Duy Xuyên
- Đại Lộc
- Điện Bàn
- Đông Giang
- Hiệp Đức
- Nam Giang
- Nam Trà My
- Nông Sơn
- Núi Thành
- Phú Ninh
- Phước Sơn
- Quế Sơn
- Tây Giang
- Thăng Bình
- Tiên Phước

1. ↑   (PDF) https://monre.gov.vn/VanBan/Lists/VanBanChiDao/Attachments/3012/b4.3_Signed.pdf Lipsește sau este vid: |title= (ajutor)
2. ↑   https://www.gso.gov.vn/en/px-web/?pxid=E0201&theme=Population%20and%20Employment Lipsește sau este vid: |title= (ajutor)
3. ↑   https://mabuuchinh.vn/ Lipsește sau este vid: |title= (ajutor)
4. ↑   http://postcode.vn/ Lipsește sau este vid: |title= (ajutor)